# Séisme de 1498 de Meiō
Le Séisme de Meiō (japonais : 明応地震) est un grand tremblement de terre qui s'est produit au Japon le 20 septembre 1498. Il y a des enregistrements qu'un tsunami s'est produit.